# 太田川大橋
太田川大橋（おおたがわおおはし）は、広島県広島市の太田川本流（太田川放水路）に架かる広島市道広島南道路の道路橋。2014年度土木学会田中賞作品部門受賞。

## 概要
2014年（平成26年）3月23日開通。太田川放水路最下流に架かる橋である。広島南道路のうち広島市が事業整備した区間、つまり通行料無料である観音出入口-商工センター出入口間に架けられた橋である。そのまま東へ進むと有料道路区間である広島高速3号線へ入る。広島南道路において唯一のアーチ橋（宇品大橋は桁橋に分類される）。将来的にはこの橋の両外側に国道橋が併設され、この橋自体は自動車専用橋梁となる予定である。
太田川放水路を渡河する計画は、広島西飛行場の存続に県側と市側の意見相違が絡んで橋梁案と沈埋トンネル案の2案でもめ決定が長引いたことから、広島南道路整備が他の広島高速道路に比べ着工が遅れる原因となった。
橋種選定にあたり国際的なデザインコンペティションが行われている。結果、車道は鋼・コンクリート複合アーチ橋、歩道は別の橋としてそのアーチ橋に添架する、珍しい橋が完成した。歩道の途中にはベンチが置かれ、夜間はライトアップされている。

## 計画

### 立地

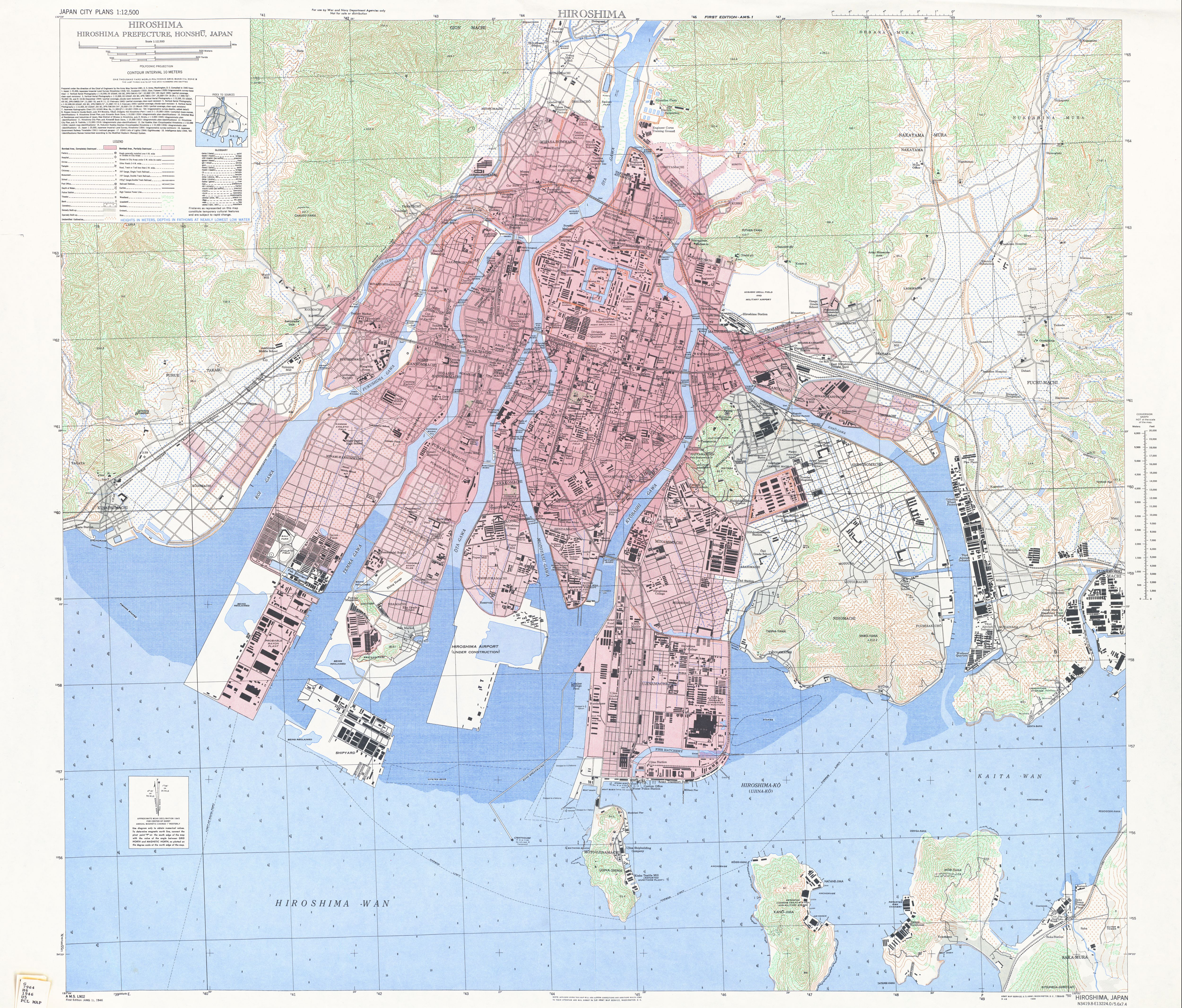
1945年アメリカ軍作成の広島市地図。左下の河川河口部が現地にあたり、右岸側はこの時点では海だとわかる。左岸側が薄く着色されているのは原爆で部分被害があったことを示している。また、太田川放水路も完成していないこともわかる。

この両岸は、昭和初期から始まった埋立事業により形成されたものである。
1930年代に計画された”広島工業港修築計画”により左岸側観音・右岸側庚午および草津の埋め立てが決定したが太平洋戦争の影響で予算削減され、まず1940年代に左岸側観音地区が埋め立てられた。右岸側庚午・草津地区は1970年代に行われた”西部開発事業”により埋め立て整備されている。
また、交差する太田川放水路が計画されたのも1930年代であり、戦争をはさみ1967年（昭和42年）に完成した。現在太田川放水路にかかる橋のほとんどはこの時期に架橋したものである。
左岸側には1961年（昭和36年）広島空港（のち広島西飛行場、現広島ヘリポート）が開港している。
1973年（昭和48年）、広島沿岸部に東西軸の幹線道路、つまり広島南道路構想が提案された。1970年代から80年代にかけてこの上流側に庚午橋が整備されたが、西から宮島街道-西広島バイパス-商工センターと慢性的に渋滞に悩され太田川放水路の渡河がその最大の問題点であることから、広島南道路の早期開通が望まれていた。

### 揺れた渡河案

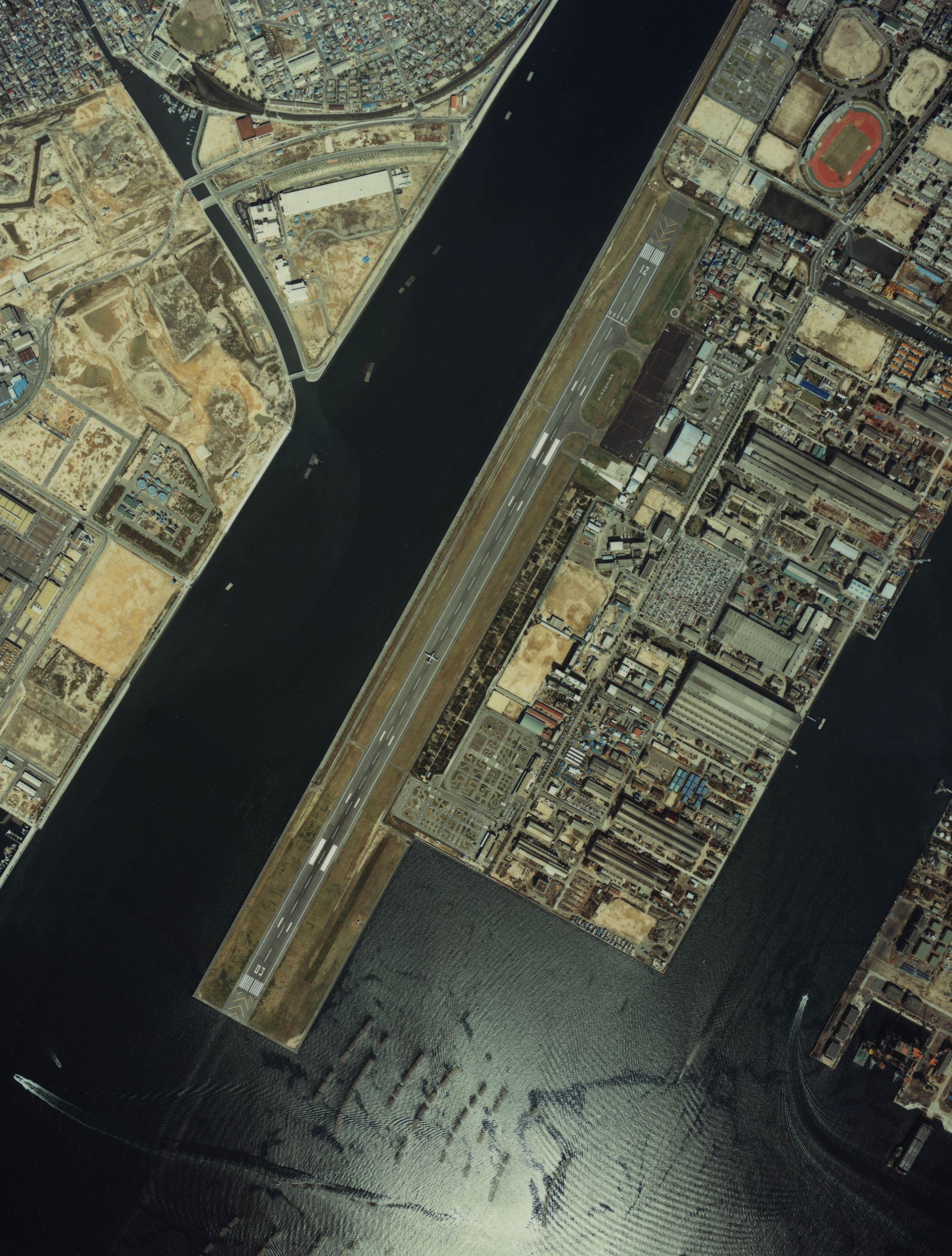
1981年。写真上部の円弧状の溝と上地図左側の円弧状の海岸が同一のもの。滑走路の北端に向かって道路が整備されている。滑走路の右下にカキ筏が見える。

そもそもここを渡河する計画は1967年（昭和42年）、”都市計画道路観音井口線”整備が決定したことから始まる。この中で渡河案は「橋梁」と決められた。1974年（昭和49年）、西部開発事業が具体化したことを機に観音井口線の車線数を8としすべて「沈埋トンネル」にて渡河すると決められた。
1997年（平成9年）、広島南道路の都市計画決定、同年に県と市の共同出資により広島高速道路公社設立、以降国・市そして公社が主体となって広島南道路建設計画は進んだ。
観音井口線8車線のうち、4車線が広島南道路として事業計画され、当初は沈埋トンネル案としていた。ただ経済性・施工性の問題から橋梁案も平行して考えられており、1999年（平成11年）、公社に出資している県は総合交通計画にて経済性の優位を示し、以降橋梁案を第一として主張した。
これに、広島南道路のすぐそばにある飛行場の存在が影響した。広島空港建設が決定して以降、旧広島空港（広島西飛行場）の今後について論議が交わされ、1993年（平成5年）から県が管理するコミューター飛行場として存続が決定したが、広島南道路を橋梁とした場合今後も飛行場として活用するには滑走路を南側つまり広島湾へ”沖出す”必要があった。空港を管理する県は水質環境や漁場であることなどを勘案し沖出しに消極的だったため、飛行場を今後も活用していく方針だった市は機能維持を理由に反発し、沈埋トンネル案を主張した。以降両者の主張は覆らず平行線のままだった。
2004年（平成16年）、県側が主張してきた橋梁案を市が受け入れ正式決定し、2013年（平成25年）完成を目指した。この橋梁案に決定した後に都市計画変更、以降市道として整備することになった。
合わせて、2004年に滑走路沖出しを市の事業として進められることが決められたが、のち廃港が決まったため計画自体なくなり、飛行場は現在広島ヘリポートとして存続している。またこの件を含めた県と市の対立は当時の藤田雄山県知事と秋葉忠利市長の関係悪化に繋がり、後の広島・長崎オリンピック構想などの諸問題でも意見相違が相次いだ。

### 橋梁コンペ
2009年（平成21年）、橋種選定にあたり、事業主体となった広島市は国際的なデザインコンペティション「広島南道路太田川放水路橋りょうデザイン提案競技」を行った。市はその前年に、橋梁としては国内初事例となる国際的コンペ”平和大橋歩道橋デザイン提案競技”を行っており、この（仮称）太田川放水路橋りょうはそれに続く2例目となった。なお、平和大橋歩道橋ではコンペで決めた案は結果的に実現しなかったため、日本で行われた国際橋梁デザインコンペで決まった案が実現したものとしてはここが国内で初めてということになる。
橋種選定にあたり、市が求めたデザインコンセプトは以下のとおり。
またこの当時は、広島西飛行場が存続する前提で動いていたため、デザインは航空法による空域制限を満足させなければならなかった。更に将来的には、両外側に国道の橋梁が併設されこの橋自体は自動車専用橋梁となることから、歩道は暫定設置でのち撤去を前提とした構造とすることが盛り込まれた。
海外3者を含む21者が応募登録を行い、最終的に国内13者・海外2者（フランス・スペイン）の合計15者がこれに応募した。第一次選考は書類で行われ6案に絞られ、第二次選考で質疑応答を含む公開プレゼンテーションが300人強詰めかけたほぼ満員の会場で行われ、最優秀案1作品・優秀案1作品・入選4作品が決定した。

## 橋梁

### 諸元
- 路線名 - 広島市道広島南道路（広島高速3号線）
- 橋長 - 車道 : 412.5m[5]、歩道 : 364.3m[6]
- 支間長
  - 車道 : 40m + 46.5m + 47m + 2@116m + 47m[5]
  - 歩道 : 標準4.5m、最大5.0m[6]
- 幅員 - 車道2@6.5m、歩道3.0m（将来的には車道2@7.0m）[26]
- 上部工
  - 車道 : 鋼・コンクリート複合6径間連続アーチ橋[5]
  - 歩道 : 一部鉄骨ブラケット支持および吊り支持のPCプレキャストセグメント床版橋[5][6]
- 下部工 - 逆T式橋台2基、壁式橋脚5基[2]
- 基礎工
  - 橋台 : 場所打ち杭[2]
  - 橋脚 : P1からP4 鋼管矢板、P5のみ鋼管杭[2]
- 設計・デザイン[27]
  - 応募者 : エイト日本技術開発
  - デザイン担当 : 西山健一（イー・エー・ユー）
  - 協力者 : 二井昭佳（国士舘大学）、イー・エー・ユー、空間工学研究所
- 施工
  - 清水建設[1]
  - 歩道部のみ極東興和[6][2]

### デザイン

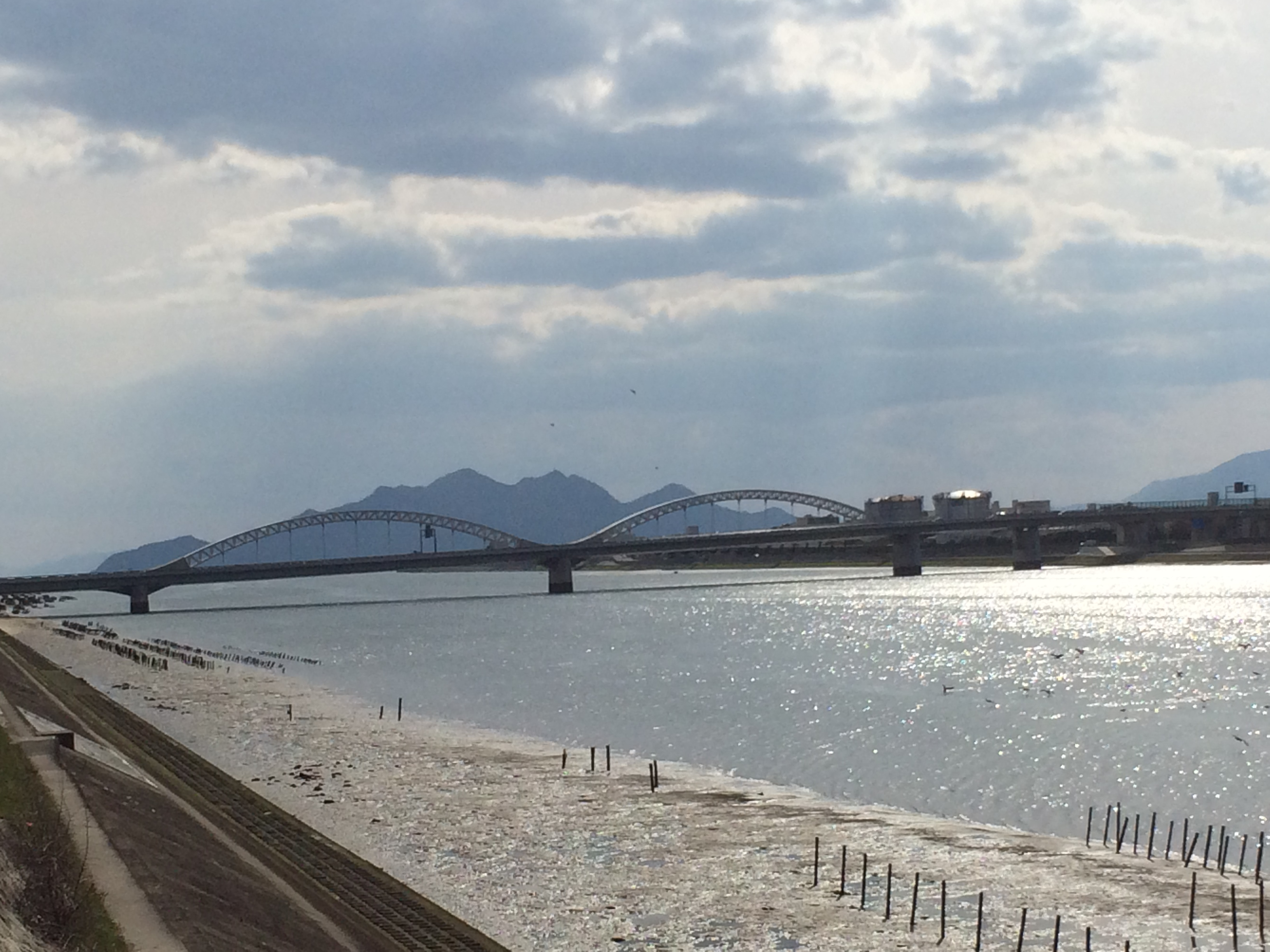
上流側より

デザインテーマは『いつく出シ -安芸の斎き島を人々の心に捉える橋-』。主なコンセプトは以下のもの。
厳島を印象つける支間割
メイン部分は2連アーチしかもやや小ぶりのものとなった。これは上流側庚午橋から見ると、場所によっては2つのアーチの向こう側に厳島の弥山が鎮座するように、また別の場所ではアーチの右側に弥山がきて3つ連なる山のように、と2つのアーチと厳島が織りなす風景が調和するよう考えられた。
地元利用者が使いやすい自転車歩行者道
従来の橋のように歩道を車道の隣に確保すると、右岸庚午側は約7mの高さまで登らなければならなくなり、利用者にとって不便となる。そこで歩道は橋梁本体から切り離し、入り口は両岸とも堤防レベルとし、左岸観音側は下流側・右岸庚午側は住宅地に近い上流側を入り口とし、庚午側から行くと桁下を抜け橋脚の間を通り回り込んだ先に開放的な下流側の海が広がる風景が見えるように配置されている。
その他の配慮もデザインに組み込まれているが、コンペではこの2つ、特にこの市民へ配慮した歩道が評価され最優秀案に選ばれている。

### 構造
主径間部はプレストレスト・コンクリート(PC)連続ラーメン箱桁を鋼アーチで補剛した複合構造「鋼・コンクリート複合アーチ橋」である。一般的に、2つ上流側にある旭橋のような鋼アーチ橋は構造力学的な問題で連続構造が困難であるため耐震性・維持管理性に劣ることから、鋼アーチにPC橋を複合することでその弱点を解決する複合アーチ橋が採用された。
上記の通り景観性に加え空域制限のため、アーチライズは比較的低く設定されている。アーチ主構は弦材をV字角型鋼でトラス組したものにコンクリートで充填している。桁のPCケーブルは中・外ケーブルを併用する方式を採用している。
歩道は、左岸観音側は車道と並行し、中央付近で車道と離れ、右岸庚午側で桁の下を回りこむ線形となっている。構造は「PCプレキャストセグメント床版」、車道並行区間は片持ち支持、中間部移行区間は鉄骨ブラケットによる支持、桁下ではケーブルによる吊り支持を採用している。
桁はどちらもほぼFC船によるクレーン架設を採用している。車道側のアーチは江波の橋梁工場で最終的に組まれ、そこからで現場まで運ばれ、一括架橋している。

## 周辺

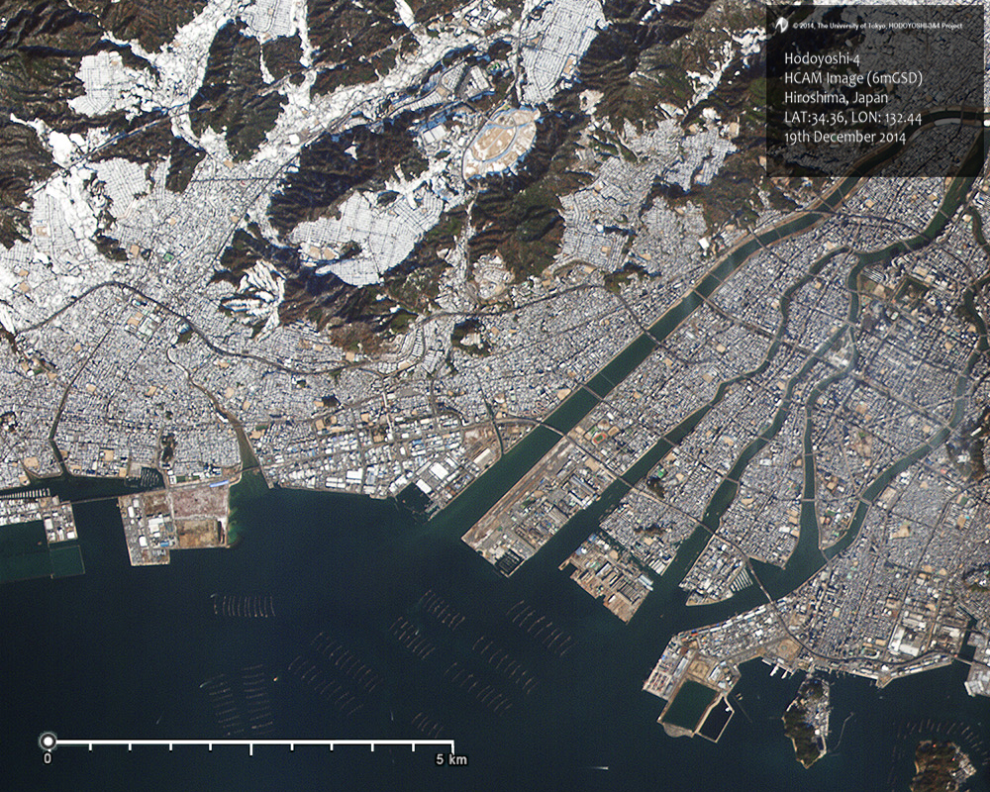
2014年。

左岸下流側は広島ヘリポートにあたる。計画当初は広島西飛行場として運用しており、上記の通り橋梁もそれに配慮した設計がなされているが、2012年からヘリポートとして運用を開始した。2014年現在、滑走路の跡地開発について論議が交わされている。
左岸上流側には戦中からこの地にあった広島県総合グランドがある。
右岸下流側はいわゆる工業・商業地区である商工センターにあたり、最南端に草津漁港がある。

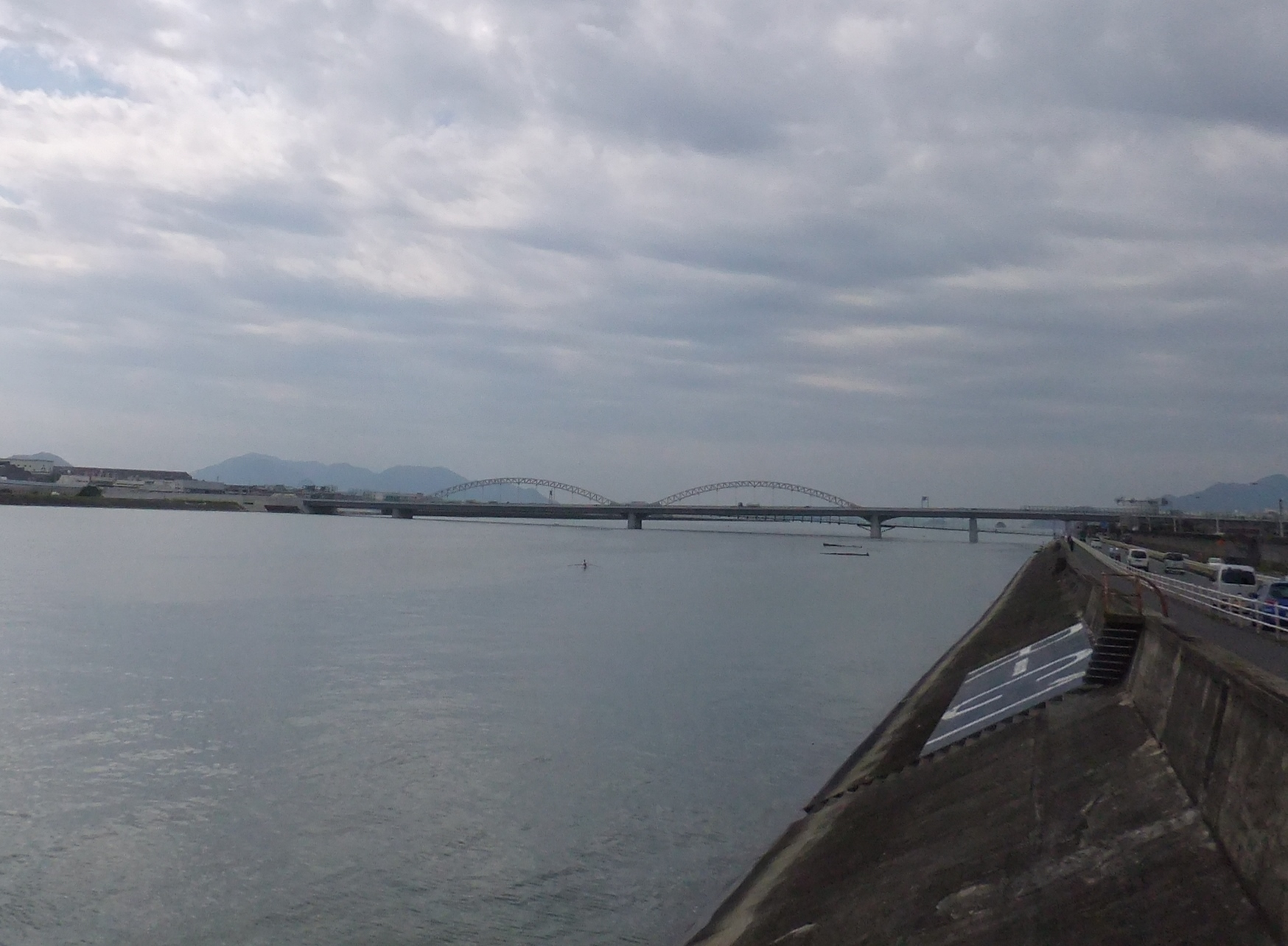
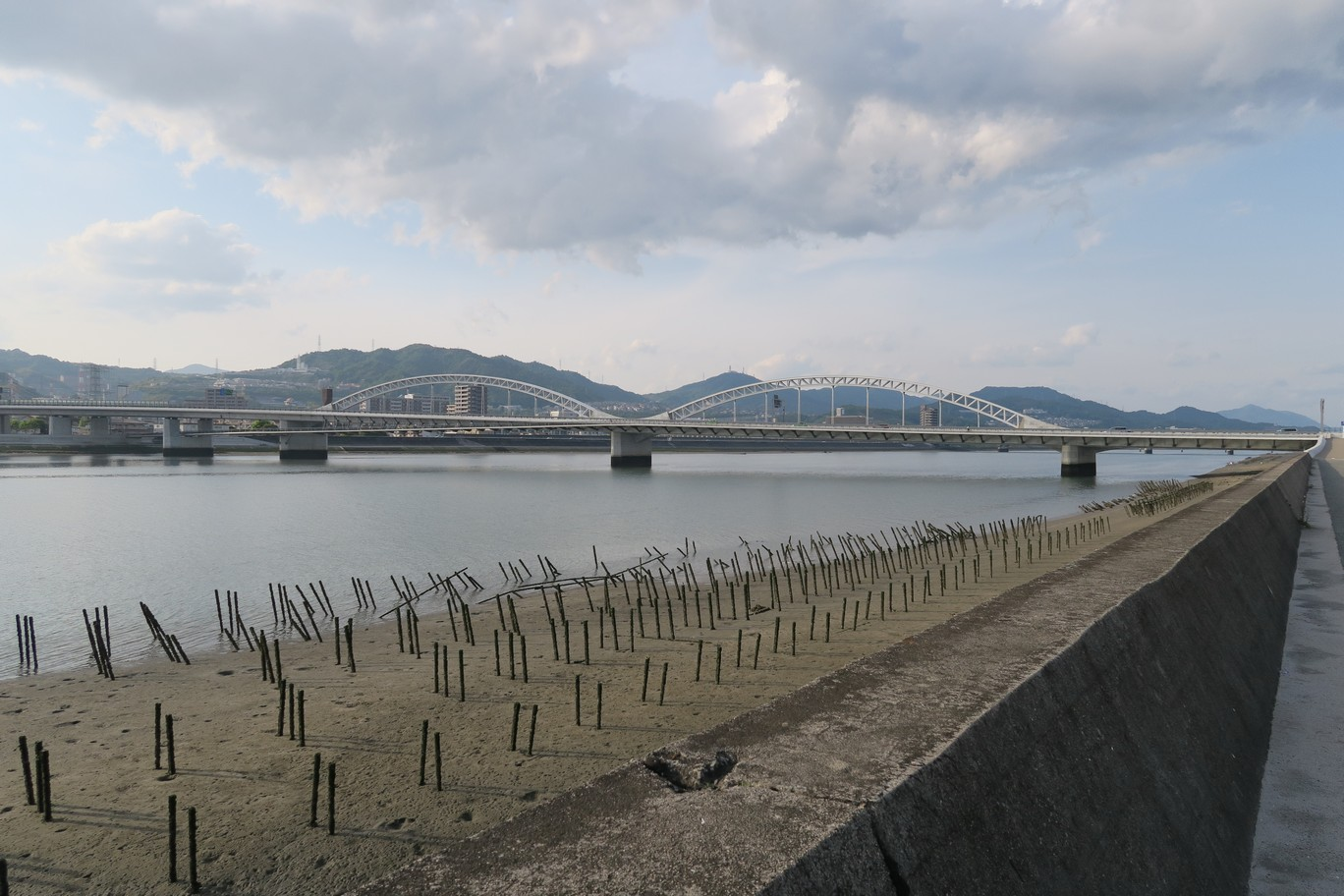

## 参考資料
- “広島南道路太田川放水路橋りょうの計画と設計” (PDF).   国交省中国地方整備局 (2010年). 2014年12月8日閲覧。
- “第２１０回広島県都市計画審議会” (PDF).   広島県 (2007年). 2014年12月8日閲覧。
- 「広島南道路太田川放水路橋りょう デザイン提案競技の概要と選定案の特徴」（PDF）『環境・デザイン研究講演集』第6巻、土木学会、2010年12月、379-388頁、2014年12月8日閲覧。
- 広島南道路太田川放水路橋りょうデザイン提案競技選考結果報告書 - 広島市